# Cilindre de Cir
El cilindre de Cir és un cilindre d'argila descobert per A. H. Rassam a Babilònia el 1879 i que és avui al Museu Britànic. Conte inscripcions acadianes escrites amb caràcters cuneïformes referides al rei Cir II el Gran de Pèrsia i a la seva obra. El cilindre fou descobert durant l'excavació del temple de Marduk a la ciutat de Babilònia. Consisteix en dos fragments, anomenats "A" i "B".
En el text, el rei Cir legitima la seua conquesta i pren mesures polítiques per guanyar-se el favor dels seus nous súbdits. El cilindre també incloïa un catàleg de mesures polítiques: tolerància religiosa, abolició de l'esclavitud, llibertat d'elecció de la professió, i expansió de l'imperi.

## Context històric
El 12 d'octubre de 539 aC (segons el Calendari julià, 7 al calendari gregorià, 15 deTashritu al calendari babiloni) l'exèrcit persa va entrar a Babilònia sense resistència. El 29 d'octubre, el mateix Cir va arribar a la ciutat, assumint els títols de "rei de Babilònia, rei de Sumer i Acad, rei dels quatre extrems del món."
Tot i contenir seccions en les quals Cir parla en primera persona, la redacció del cilindre li va ser encomanada a sacerdots babilonis, que van utilitzar models babilonis i assiris. El cilindre va ser dipositat en els fonaments de les muralles de Babilònia, una pràctica habitual a l'antiga Mesopotàmia, per commemorar les reparacions fetes per Cir. Entre altres textos favorables a Cir i escrits des del punt de vista de la classe sacerdotal de Babilònia, hi ha el "Relat en vers sobre Nabònides".

## Descripció i contingut
El fragment "A" (Museu Britànic 90.920) mesura al voltant 23 x 8 cm i comprèn 35 línies (1-35), mentre que el fragment "B" fa uns 8,6 x 5,6 cm i comprèn 9 línies (1936-1945). El seu contingut es pot resumir així:
- Línies 1-19: Es descriuen els actes "criminals" de Nabònides, l'últim rei de Babilònia, així com la recerca d'un nou rei per part del déu Marduk, i la consegüent elecció de Cir.
- 20-22: Genealogia (fins al seu besavi Teispes) i títols de Cir.
- 22-34: El mateix Cir explica com garantir la pau, restablir els cultes i permetre tornar a les seves terres als pobles deportats a Babilònia.
- 34-35: Oració de Cir al déu Marduk, demanant per ell mateix i pel seu fill Cambises.
- 36-45: Cir descriu la reconstrucció de les muralles de Babilònia i la troballa d'una inscripció d'Assurbanipal.[2]

## El cilindre i la Bíblia
Durant els segles de domini persa, els jueus es relacionaven amb aquesta cultura, amb l'organització i administració estatals, amb la vida literària de les altes capes socials, amb el culte religiós i amb la seva ideologia.
Aquesta influència es reflecteix en els capítols 40-55 d'Isaïes, a on l'autor ens parla del rei Cir persa, com un "ungit de Déu" i "salvador d'Israel". Aquesta obra és el paral·lel jueu del Cilindre de Cir, redactat pels sacerdots de Marduk. L'autor anònim d'aquest fragment del llibre bíblic, anomenat pels experts Deutero-Isaïes, probablement va conèixer el Cilindre i l'utilitzà com a referència. Redactats similars els podem trobar també a 2 Cròniques 36:22 i a Esdres 1:1.